# زلينكا
زلينكا (بالروسية: Злынка) هي إحدى مدن روسيا في الكيان الفدرالي الروسي بريانسك أوبلاست.